# Pforte ohne Wiederkehr

Porte du Non-Retour

Die Pforte ohne Wiederkehr ist ein Denkmal in Ouidah, Benin. Der Bogen aus Bronze und Beton befindet sich am Atlantik-Strand und ist den versklavten Afrikanern gewidmet, die über den Sklavenhafen von Ouidah nach Amerika verschleppt wurden.
Verschiedene Künstler und Designer arbeiteten mit dem Architekten Yves Ahouen-Gnimon zusammen, um das Bauprojekt zu realisieren. Die Säulen und Flachreliefs wurden vom beninischen Künstler Fortuné Bandeira gefertigt, den freistehenden Egungun stellte Yves Kpede her und Dominique Kouas Gnonnou fertigte die Bronzen.